# شیخ مظفر شکور
شیخ مظفر شکور (به انگلیسی: Sheikh Muszaphar Shukor) فضانورد اهل کشور مالزی است که در ۲۷ ژوئیهٔ ۱۹۷۲ میلادی در کوالالامپور زاده شد. وی در مأموریت سایوز تی‌ام‌ای-۱۱، سایوز تی‌ام‌ای-۱۰ حضور داشته است. وی اولین کسی است که در در ماه رمضان روزه خود را در فضا گرفت، برای این کار از ساعات شرعی مالزی برای شروع و اتمام روزه خود استفاده کرد.